# Sticky Fingaz

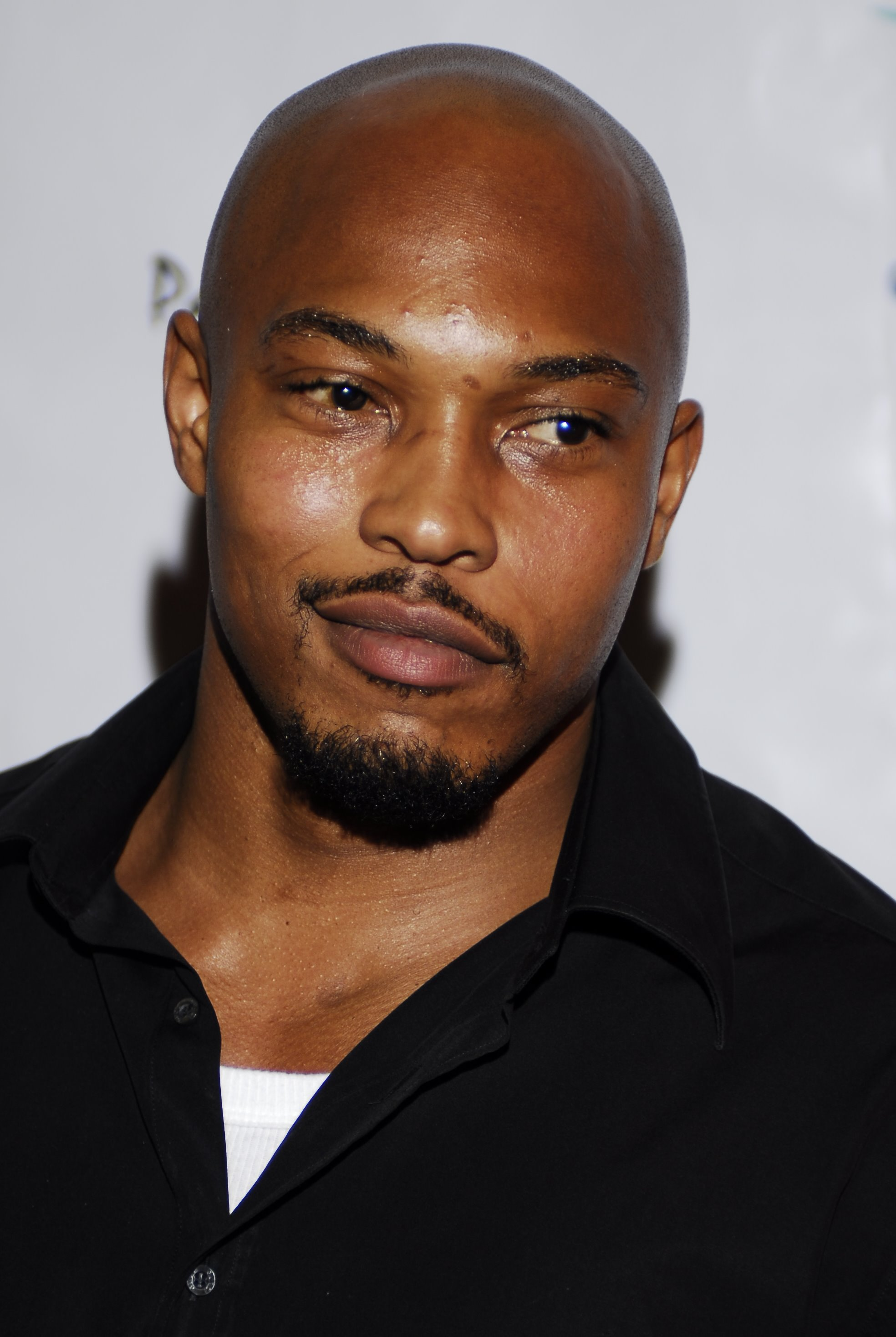
Sticky Fingaz (2007)

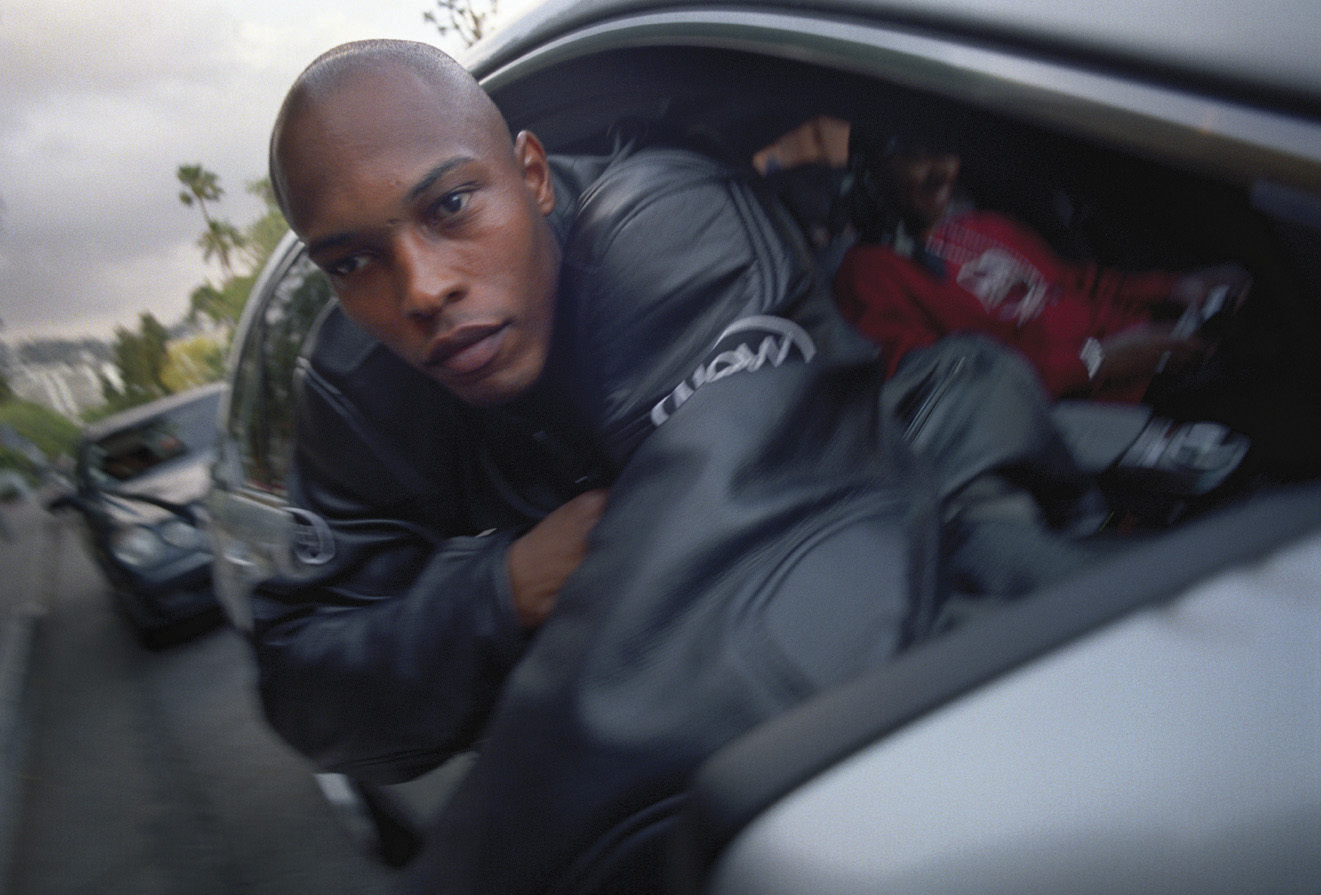
Sticky Fingaz (2003)

Sticky Fingaz mit bürgerlichem Namen Kirk Jones (* 3. November 1973 in Brooklyn, New York City, New York) ist ein US-amerikanischer Rapper und Schauspieler. Er ist Mitglied der Hardcore-Rap-Gruppe Onyx.

## Gesangskarriere
1991 wurde Jones in die aus dem New Yorker Stadtteil Queens stammende Rap-Formation Onyx aufgenommen, in der bereits sein Vetter Fredro Starr wirkte. 1993 veröffentlichte die Gruppe ihr Debütalbum Bacdafucup, welches sich zu einem kommerziellen Erfolg entwickelte und mit Platin ausgezeichnet wurde. Mit der ersten Single-Auskoppelung Slam konnten sie Fans und Kritiker gleichermaßen zufriedenstellen und Jones, der unter dem Pseudonym Sticky Fingaz auftrat, wurde für seine Texte, als auch für seine laute, raue Stimme gelobt.
Seitdem veröffentlichte Jones mit Onyx vier weitere Alben sowie zwei Alben als Solokünstler. Sein Erstlingswerk datiert aus dem Jahr 2001 und hieß Blacktrash: The Autobiography of Kirk Jones, ein Konzeptalbum, das die fiktionale Lebensgeschichte von Jones thematisierte. Sein Album wurde seinerzeit von den Kritikern wohlwollend aufgenommen, kam jedoch nicht an den kommerziellen Erfolg namhafter Künstler wie Eminem, Raekwon, Redman oder Canibus heran, die alle auf seinem Album vertreten waren. 2003 veröffentlichte er sein zweites Album, Decade: "...but wait it gets worse", das allerdings weniger Beachtung fand als sein Erstlingswerk. Für Mitte 2008 (April/Mai) ist sein drittes (und wahrscheinlich letztes) Solo-Album geplant. Es soll voraussichtlich den Titel "A Day in the Life of Sticky Fingaz" haben. Und parallel mit seinem gleichnamigen Film erscheinen. Zu seinem gleichnamigen Film ist ein Soundtrack erschienen.
Als Sticky Fingaz hat er auch mit verschiedenen Künstlern zusammengearbeitet, einschließlich Eminem auf seiner The Marshall Mathers LP und Snoop Dogg auf No Limit Top Dogg, wie auch mit Big Pun, Mobb Deep, DMX, Xzibit, Redman, Method Man, 50 Cent und Biohazard.

## Karriere als Schauspieler
Jones begann seine Schauspielkarriere Mitte der 1990er Jahre mit Gastauftritten in Fernsehserien und -filmen, ehe er über Nebenrollen größere Parts in Fernsehserien übernahm. Er spielte eine Nebenrolle in der Actionkomödie Ride or Die – Fahr zur Hölle, Baby! aus dem Jahr 2003. Im Jahr 2006 wurde er mit der männlichen Hauptrolle in Blade – Die Jagd geht weiter einem größeren internationalen Publikum bekannt.

## Diskografie
mit Onyx 
- 1992: Bacdufucup
- 1994: All We Got Iz Us
- 1998: Shut 'Em Down
- 2002: Bacdufucup II
- 2003: Triggernometry
- 2008: Cold Case Files (Murda Investigation)
- 2014: Wakedafucup

 als Solokünstler 
- 2001: Black Trash: The Autobiography of Kirk Jones
- 2003: Decade "...but wait it gets worse"
- 2010: God of the Underground Mixtape

## Filmografie (Auswahl)
- 1995: Clockers
- 1998: Abgefahren (Ride)
- 1999: In Too Deep
- 1999: Game Day
- 2000: True Vinyl – Voll aufgelegt! (True Vinyl)
- 2000: Next Friday
- 2000: Lockdown
- 2002: L.A.X.
- 2002: The Shield – Gesetz der Gewalt (The Shield, Fernsehserie)
- 2003: Ride or Die – Fahr zur Hölle, Baby! (Ride or Die)
- 2004: Gas
- 2004: Der Flug des Phoenix (Flight of the Phoenix)
- 2005: House of the Dead II
- 2005: Doing Hard Time
- 2005: Over There – Kommando Irak (Over There, Fernsehserie)
- 2006: Blade – Die Jagd geht weiter (Blade: The Series, Fernsehserie)
- 2009: A Day in the Life
- 2009: Burn Notice (Fernsehserie)
- 2010: Navy CIS: L.A. (NCIS: Los Angeles, Fernsehserie)
- 2015: Blue Bloods (1 Folge als Clinton "Ice" Wallace[2])
- 2024: Darkness of Man